# Церквица (Шуменская область)
Церквица (болг. Църквица) — село в Болгарии. Находится в Шуменской области, входит в общину Никола-Козлево. Население составляет 636 человек.

## Политическая ситуация
В местном кметстве Церквица, в состав которого входит Церквица, должность кмета (старосты) исполняет Ружди Назиф Мустафа (Граждане за европейское развитие Болгарии (ГЕРБ)) по результатам выборов правления кметства.
Кмет (мэр) общины Никола-Козлево — Турхан Фахредин Каракаш (Движение за права и свободы (ДПС)) по результатам выборов в правление общины.